# ウィリー・ブルメスター

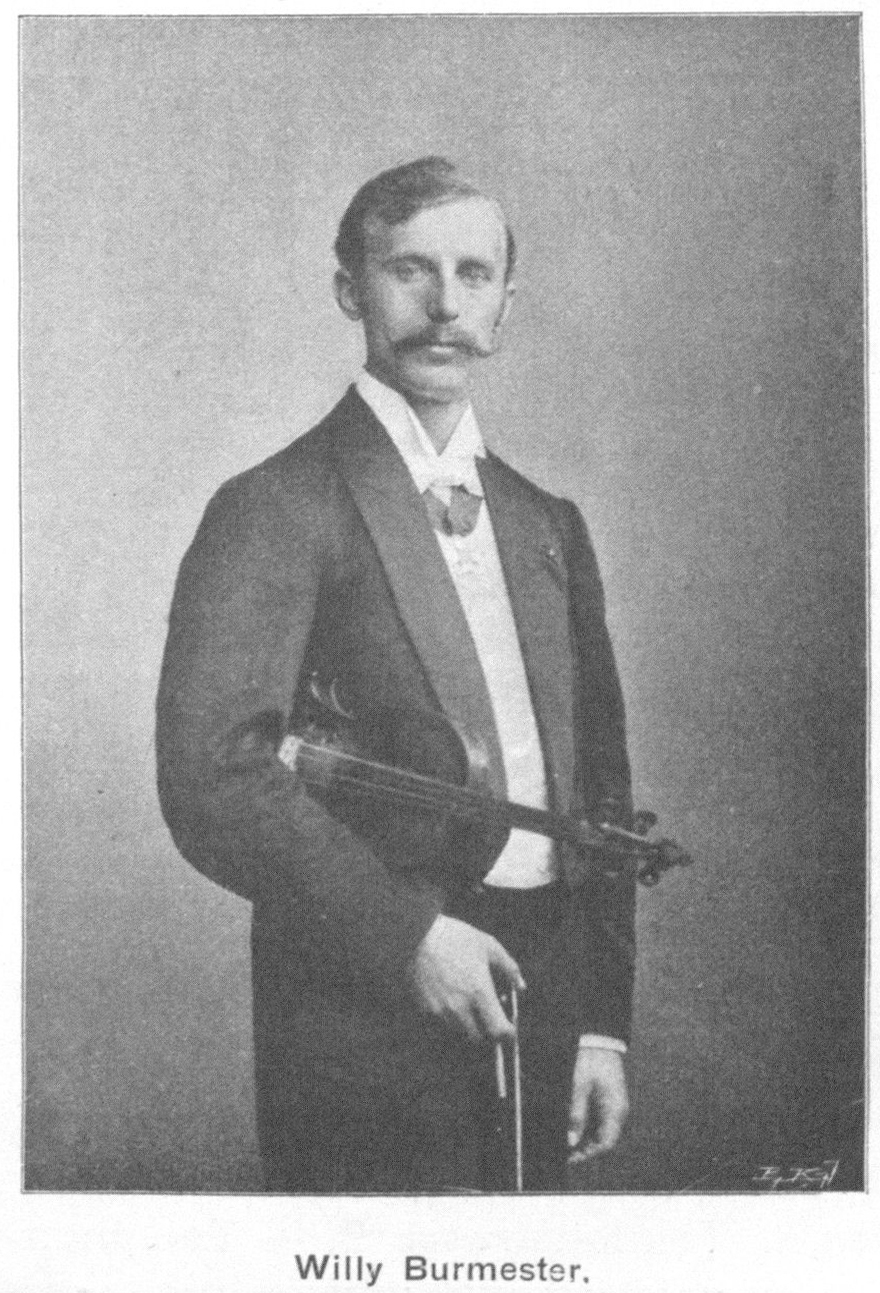
1900年

ウィリー・ブルメスター（Willy Burmester, 1869年3月16日 ハンブルク - 1933年1月16日 ハンブルク）はドイツ生まれのヴァイオリニスト。

## 生涯

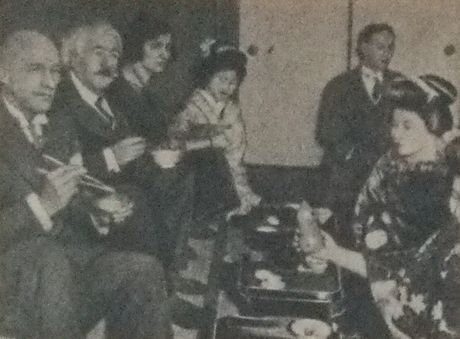
訪日時のブルメスター（左端）と、チェリストのヨーゼフ・ホルマン（左から2番目）

ベルリン高等音楽学校でヨアヒムに学ぶ。1885年に古典的な純粋な様式美よりも、超絶技巧に磨きをかけようとの目論みから、ベルリンのヨアヒムの許を去る。
1895年までヘルシンキ・フィルハーモニー管弦楽団でコンサートマスターをつとめ、フィンランドの楽譜出版商コンラッド・ファーゼル Konrad Fazer の姉妹でピアニストのナエマ Naëma と結婚した。シベリウスとも面識があり、そのヴァイオリン協奏曲の初期稿に助言を与えた。シベリウスはブルメスターに、チャイコフスキーにも匹敵する作品になると激励され、当初はこの作品をブルメスターに献呈するつもりだったというが、ブルメスターは初稿ならびに改訂稿のそれぞれの初演にスケジュールを合わせることに失敗し、みすみす歴史的名作の献呈先となる機会を逃してしまう。この間ブルメスターは、初稿を再演する権利を獲得しようと作曲者に打診するもかなえられず、最終的には一度もシベリウスの協奏曲を演奏しなかったという。
ブルメスターは、ハンス・フォン・ビューローにも認められたほど高度な腕前の演奏家であり、あらゆる楽派の作品を十分に演奏できるだけの幅広い趣味をそなえていた。十八番はパガニーニの作品だったが、しかしながら古典的な作品の演奏はやや冷淡で、情感に欠けていたと伝えられる。ヨーロッパ大陸では非常に高い評価を受けていたが、イギリスやアメリカで初めて演奏した際は、聴衆を感動させることができなかった。それでも左手のピチカートや、重音奏法による急速なパッセージのように、驚異的な超絶技巧で聴衆をひき込むことができた。ブルメスターの演奏はピッチがあやふやで、それがいくらか成功の妨げになったようだ。後年になってこのような欠点はかなり改善され、高年のブルメスターの演奏に接した者は、掛け値なしの美点に大いに感銘を受けている。ブルメスターは音楽活動において、心なしか足枷を感じており、親指の付け根を痛めたために、かなりの苦痛を感じていたようだ。
1923年に訪日し、演奏会を行うとともに、自作の小品をアコースティック録音した。あらえびすこと野村胡堂が伝えたところによると、リサイタル当日は聴衆の入りが悪くて落胆したということらしい。

## レパートリーと使用楽器
作曲者本人に招かれて、サンクトペテルブルクでチャイコフスキーの協奏曲のソリストを務めたことがある。後にチャイコフスキーのいくつかの作品をヴァイオリン独奏用に編曲した。ほかにも、バッハのいわゆる≪G線上のアリア≫や、クリスティアン・シンディングなどの北欧の作曲家の作品を、アンコール・ピースとして編曲している。また、フランソワ＝ジョセフ・ゴセックのガヴォットをヴァイオリンとピアノで演奏する形に編曲したのも彼である。
1722年製のストラディバリウスを使用していたこともあったが、響きが気に入らなかったため、ミッシャ・エルマンに売却している